# Eulophia gonychila
Eulophia gonychila är en orkidéart som beskrevs av Rudolf Schlechter. Eulophia gonychila ingår i släktet Eulophia och familjen orkidéer. Inga underarter finns listade i Catalogue of Life.